# Ulica Franciszkańska we Wrocławiu
Ulica Franciszkańska – ulica położona we Wrocławiu na Starym Mieście. Łączy ulicę św. Doroty z ulicą Świdnicką. Ma 88 m długości. Pierzeję południową ulicy tworzy zabytkowy Kościół św. Stanisława, św. Doroty i św. Wacława we Wrocławiu. Przy skrzyżowaniu z ulicą Świdnicką w pierzei północnej znajduje się budynek domu handlowego Solpol.

## Historia
W miejscu, w którym stoi współcześnie Kościół św. Stanisława, św. Doroty i św. Wacława, położona była prywata, duża posesja, z dziedzińcem (plac Franciszkański) przy ulicy Świdnickiej 20. Po 1351 r. wzniesiono w tym miejscu klasztor Augustianów eremitów wraz z kościołem, ufundowanym przez cesarza Karola IV (który w 1612 r. przeszedł we władanie franciszkanów, minorytów). Wytyczono wówczas, wraz z pierwszym rozplanowaniem tej części Starego Miasta, ulicę zapewniającą komunikację klasztoru i kościoła z ulicą Świdnicką. Istnieją przesłanki do przypuszczenia, że ulica została wybrukowana już w 1355 r. Natomiast pierwsze wzmianki o ulicy jako położonej koło kościoła św. Doroty pochodzą z 1403 r.. Krzyżująca się z ulicą Franciszkańską ulica św. Doroty łączyła ówcześnie plac i kościół z Rynkiem.
Podczas działań wojennych prowadzonych w czasie oblężenia Wrocławia w 1945 r. znaczna część zabudowy uległa zniszczeniu lub uszkodzeniu skutkującym powojenną rozbiórką pozostałych ruin. W przypadku ulicy Franciszkańskiej obszar po północnej jest stronie pozostawał niezabudowany od lat 50. XX wieku. W 1993 r. zbudowano na rogu ulicy Świdnickiej i Franciszkańskiej pierwszy z domów handlowych Solpol, który przylegał do historycznego domu handlowego M. Gerstel. Głównym projektantem był Wojciech Jarząbek, współpracujący przy tym projekcie z Pawłem Jaszczukiem i Janem Matkowskim, a projekt konstrukcji szkieletowej powstał w studiu Ar-5. Ocenia się postmodernistyczną architekturę obiektu jako oryginalną ale i kontrowersyjną, szczególnie w kontekście przyległej zabudowy historycznej. Były także podejmowane postulaty i działania zmierzające do ochrony budynku poprzez jego wpisanie do rejestru zabytków. Oficjalne otwarcie nastąpiło 6 grudnia 1993 r.

## Nazwy
W swojej historii ulica nosiła następujące nazwy:
- An der Dorotheengasse[11], An der Dorotheenkirche[3], do 1945 r.[11][3]
- Franciszkańska, od 1945 r.[1][11][3]

Wcześniejsza nazwa ulicy An der Dorotheengasse / An der Dorotheenkirche nawiązuje podobnie jak ulicy św. Doroty – Dorotheengassee, do położone tu kościoła pw. św Doroty. Współczesna nazwa ulicy została nadana przez Zarząd Miejski i ogłoszona w okólniku nr 94 z 20.12.1945 r.

## Układ drogowy
Do ulicy przypisana jest droga gminna numer 106569D o długości 88 m klasy dojazdowej położona na działce o powierzchni 548 m2. Ulica biegnie od ulicy św. Doroty do ulicy Świdnickiej. Częściowo objęta jest strefą ograniczenia prędkości 30 km/h, a w rejonie skrzyżowania z ulicą św. Doroty i dalej wraz z placem Franciszkańskim strefą zamieszkania o ograniczeniu prędkości 20 km/h.
Ulice powiązane z ulicą Franciszkańską:
- skrzyżowanie: 
  - ulica św. Doroty[1][16]
  - pl. Franciszkański[16][17]
- skrzyżowanie: ulica Świdnicka[1][18].

## Zabudowa i zagospodarowanie
Południowa strona ulicy w całości zajęta jest przez zabytkowy kościół. Północna strona pozostaje niezabudowana, z wyłączeniem działki przy skrzyżowaniu z ulicą Świdnicką, gdzie posadowiono dom handlowy Solpol 1.
Ulica położona jest w obszarze znajdującym się na wysokości bezwzględnej pomiędzy 118 a 119 m n.p.m.. Jest on objęty rejonem statystycznym nr 933200, w którym gęstość zaludnienia wynosiła 1472 osób/km² przy 195 osobach zameldowanych (według stanu na dzień 31.12.2018 r.).

## Ochrona i zabytki
Obszar, na którym położona jest ulica Franciszkańska, podlega ochronie w ramach zespołu urbanistycznego Starego Miasta z XIII–XIX wieku, wpisanego do rejestru zabytków pod nr. rej.: 196 z 15.02.1962 oraz A/1580/212 z 12.05.1967 r.. Inną formą ochrony tych obszarów jest ustanowienie historycznego centrum miasta, w nieco szerszym obszarowo zakresie niż wyżej wskazany zespół urbanistyczny, jako pomnik historii  . Samo miasto włączyło ten obszar jako cenny i wymagający ochrony do Parku Kulturowego "Stare Miasto", który zakłada ochronę krajobrazu kulturowego oraz uporządkowanie, zachowanie i właściwe kształtowanie krajobrazu kulturowego oraz historycznego charakteru najstarszej części miasta .
Przy ulicy i w najbliższym sąsiedztwie znajdują się następujące zabytki:
| obiekt, położenie | powstanie, nr rej. | fotografia |
| --- | --- | ---------- |
| pierzeja południowa | |            |
| Kościół klasztorny Augustianów Eremitów, następnie Franciszkanów, obecnie parafialny Kościół św. Stanisława, św. Doroty i św. Wacława we Wrocławiu ulica Świdnicka 31 (pl. Franciszkański) | lata 1351-1381, 3 ćwiartka XV wieku, 2 połowa XVII wieku, lata 1720-1730, II połowa XIX wieku, lata 1945–1947, 1968–1976, 2002–2003 (1351 r. - XVIII wiek) 14 z 27.11.1947 r. oraz A/292/90 z dnia 12.02.1962 r. |            |
| zamknięcie osi widokowej w kierunku zachodnim | |            |
| Szkoła, obecnie Niepubliczna Szkoła Podstawowa Sióstr Salezjanek plac Franciszkański 1/3                                                                                                   | 1899 r. gez, mpzp |            |